# Ecuación diferencial lineal homogénea
Una ecuación diferencial ordinaria lineal y homogénea es una ecuación diferencial lineal que puede ser expresada como un conjunto de sumandos cada uno de los cuales es lineal en la incógnita o una de sus derivadas. El caso más sencillo se da para una función escalar de una única variable, si una ecuación diferencial para dicha función es homogénea entonces admitirá una representación de la forma:

(*){\displaystyle a_{n}(x){\frac {d^{n}y(x)}{dx^{n}}}+\dots +a_{2}(x){\frac {d^{2}y(x)}{dx^{2}}}+a_{1}(x){\frac {dy(x)}{dx}}+a_{0}(x)y(x)=0}

Nótese que el hecho básico es que en ninguno de los miembros aparezca un término que sea simplemente una función de la incógnita.

## Propiedades básicas
Si una ecuación lineal diferencial es homogénea entonces el conjunto de soluciones formará un espacio vectorial de dimensión n (siendo n el orden de la ecuación diferencial). En particular una ecuación diferencial lineal y homogénea del tipo (*) admitirá soluciones de la forma:

{\displaystyle y(x)=C_{1}y_{1}(x)+\dots +C_{n}y_{n}(x),\quad C_{i}\in \mathbb {R} }

## Aplicaciones
Frecuentemente la resolución de una ecuación diferencial ordinaria puede ser planteada resolviendo primeramente la "versión homogénea" de dicha ecuación diferencial, consistente en una ecuación en que se han eliminado los sumandos necesarios hasta obtener una ecuación homogénea. En los casos de mayor interés práctico el espacio de soluciones de una ecuación diferencial lineal forma un espacio afín que puede construirse a partir del espacio vectorial asociado al conjunto de soluciones de la "versión homogénea".